# Fuori (Ministri)
Fuori è il terzo album del gruppo musicale italiano alternative rock Ministri, pubblicato il 12 ottobre 2010 dall'etichetta discografica Universal Music Group.

## Il disco
Il disco è stato prodotto, come tutti i precedenti lavori della band milanese, da Alessio Camagni e realizzato presso il Noise Factory di Milano dallo stesso Camagni, Davide Tessari e Marco Bonanomi.
Il disco è uscito ad appena un anno di distanza dal precedente Tempi bui (2009). I testi sono di Federico Dragogna (chitarrista del gruppo) ad eccezione de Gli alberi di Davide Autelitano (cantante e bassista). Contiene 12 brani, più la ghost track La Televisione.
Nella versione dell'album scaricabile da iTunes non è presente la ghost track, ma un'altra canzone intitolata Un miracolo.
Il disco ha debuttando alla 15ª posizione della classifica ufficiale FIMI degli album più venduti in Italia..
Il primo singolo, Il Sole, è stato reso disponibile su YouTube il 10 settembre come WebVideo (girato da Marco Proserpio), mentre il video del singolo ufficiale Gli Alberi ha anticipato il disco ed è stato pubblicato il 20 settembre in rotazione sulle principali reti musicali. Il video di Tutta roba nostra è uscito nel gennaio 2011 ed è stato diretto da Fabio D'Orta. Il video di Noi fuori, pubblicato il giugno seguente, è invece realizzato da Marco Prosperpio e Jacopo Farina per Sterven Jonger.

## Tracce
1. Il Sole (è importante che non ci sia) - 3:56
2. Gli Alberi - 3:56
3. Vestirsi Male - 4:24
4. Noi Fuori - 4:04
5. Tutta Roba Nostra - 3:56
6. Le Città Senza Fiumi - 4:21
7. Una Questione Politica - 4:06
8. Due Dita Nel Cuore - 2:52
9. La Petroliera - 5:13
10. Mangio La Terra - 3:44
11. Che Cosa Ti Manca - 3:04
12. Vorrei Vederti Soffrire - 12:11 (contiene La Televisione - 3:13 (ghost track)

## Formazione
- Davide Autelitano - voce e basso
- Federico Dragogna  - chitarra, tastiere, voce
- Michele Esposito - batteria

## I brani
- Il Sole (è importante che non ci sia) si riferisce appunto al Sole, colpevole di giustificare ogni atteggiamento menefreghista. Il sole potrebbe essere interpretato come l'"ente" che dovrebbe far luce sul marciume ma in realtà non fa altro che abbagliarci e confonderci.  Dragogna ha scritto il brano, significativamente in seguito ad un soggiorno a Berlino.
- Gli Alberi è stata ispirata a Davide dal libro Il barone rampante di Italo Calvino[3].
- Vestirsi Male è un rimprovero che la madre di Federico gli rivolgeva spesso, ma tratta anche il tema dell'uscire di casa[3].
- Noi Fuori è secondo il gruppo un elenco di tutte le cose che non appartengono al gruppo[3].
- Tutta Roba Nostra è un pezzo che afferma che bisogna rendersi conto che il mondo apparterrà in futuro alle nuove generazioni di oggi[4].
- Le Città Senza Fiumi è un divertissement ispirato alla canzone Summer on a solitary beach di Franco Battiato[4].
- Una Questione Politica parla del fatto che la democrazia italiana non è una vera democrazia[4].
- Due Dita Nel Cuore parla della sensazione di trattenere il vomito e il testo è stato ispirato dalla lettura del saggio Una cosa divertente che non farò mai più di David Foster Wallace. Il testo parla della contraddizione tra il lusso delle navi da crociera e il mal di mare[4].
- La Petroliera rappresenta l'Autostrada A4 percorsa dal gruppo durante gli spostamenti tra una data e l'altra dei tour. Il brano analizza soprattutto il deturpamento del paesaggio causato non solo dall'autostrada ma anche da tutto quello che c'è intorno a essa[5].
- Mangio La Terra tratta allegoricamente il tema della solitudine e della estraneazione[5].
- Che Cosa Ti Manca parla del bilancio di due persone che hanno abbandonato il vivere civile e si ritrovano a parlare di ciò che gli manca del mondo[5]. Il brano era stato intitolato, in fase di lavorazione dell'album, "L'Isola delle Rose", richiamando la micronazione fondata dall'ingegner Rosa.[6]
- Vorrei Vederti Soffrire parla della questione dei medici-spia che dovevano denunciare, secondo una legge, gli immigrati senza permesso di soggiorno che andavano a farsi curare negli ospedali. Il titolo è dedicato agli autori di questa legge[5].
- La Televisione (ghost track) parla del canone da pagare per il possesso di una Tv[5].